# جون ميتشيل (لاعب اتحاد الرغبي)
جون ميتشيل (بالإنجليزية: John Mitchell)‏ هو لاعب اتحاد الرغبي نيوزيلندي، ولد في 23 مارس 1964 في Hāwera ‏ في نيوزيلندا.

## وصلات خارجية
- جون ميتشيل عل موقع إسبنسكروم (الإنجليزية)